# David Wineland

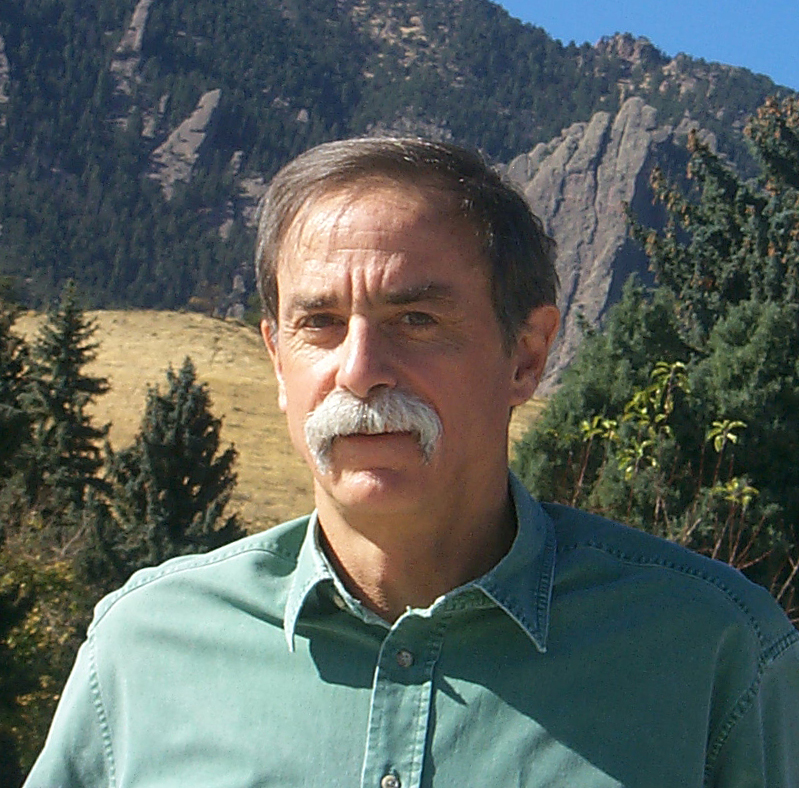
David J. Wineland (2008)

David Jeffrey Wineland (* 24. Februar 1944 in Milwaukee, Wisconsin) ist ein US-amerikanischer Physiker und Nobelpreisträger.

## Leben
Wineland erhielt 1965 den BA an der University of California und wurde 1970 bei Norman Ramsey an der Harvard University promoviert. Danach war er bei Hans Dehmelt an der University of Washington, bevor er 1975 ans National Institute of Standards and Technology (NIST) in Boulder (Colorado) ging, wo er sich mit Frequenzstandards und Ionenfallen beschäftigte und die Ion Storage Group leitete. Er ist bekannt für die Entwicklung von Technologien für Quantencomputer mit Ionenfallen. Im Jahr 2018 ging Wineland als Philip H. Knight Distinguished Research Chair an die University of Oregon.
1990 erhielt er den Davisson-Germer-Preis, 1990 den William F. Meggers Award der Optical Society of America, 1998 den I. I. Rabi Award der IEEE und 2001 den Arthur-L.-Schawlow-Preis für Laserphysik. 2007 erhielt er die National Medal of Science. 2010 erhielt er zusammen mit Peter Zoller und Juan Ignacio Cirac Sasturain die Benjamin-Franklin-Medaille für Physik. 2009 erhielt er den ersten Herbert-Walther-Preis. 1986 wurde er Fellow der American Physical Society. 1992 wurde er in die National Academy of Sciences gewählt. 2012 erhielt er gemeinsam mit dem Franzosen Serge Haroche den Nobelpreis für Physik. 2013 wurde er zum Mitglied der American Academy of Arts and Sciences gewählt. Für 2021 wurde Wineland die IRI Medal zugesprochen.

## Schriften
- mit C. Monroe, W. M. Itano, D. Leibfried, B. E. King, D. M. Meekhof: Experimental Issues in Coherent Quantum-State Manipulation of Trapped Atomic Ions. In: Journal of Research of the National Institute of Standards and Technology (3): 259–32. Band 1031, Nr. 3, 1998, S. 259(–328, doi:10.6028/jres.103.019.
- mit Carl E. Wieman & David E. Pritchard: Atom cooling, trapping, and quantum manipulation. In: Reviews of Modern Physics. Band 71, Nr. 2, März 1999, S. S253–S262, doi:10.1103/RevModPhys.71.S253.
- Publications Department of Physics University of Oregon